# Люсі Ґейгарт
«Люсі Ґейгарт» (англ. Lucy Gayheart) — одинадцятий роман Вілли Катер, що був публікований 1935 року. Роман обертається навколо однойменного персонажа, Люсі Ґейгарт, молодої дівчини з вигаданого містечка Гаверфорд, штат Небраска, розташованого біля річки Платт.

## Історія
Деякі джерела вказують, що Катер почала писати «Люсі Ґейгарт» 1933 року. Натомість науковниця Мелісса Гоумстед стверджує, що вона по-справжньому почала писати влітку 1932 року. Деякі джерела погоджуються з нею. Інші є неточними або неоднозначними. Здається, Кетрін почала говорити про оповідання «Блакитні очі на тарілці» — її початкова і запланована назва для «Люсі Ґейгарт», ще в 1890-х роках (використовуючи ім'я Ґейгардт замість Ґейгарт, на честь жінки, яку вона зустріла на вечірці), і, можливо, почала писати твір ще в 1926 році. Хоча вона спочатку мала намір назвати роман «Блакитні очі на тарілці», вона змінила назву і зробила очі Люсі карими. Однак, науковиця Дженіс П. Стаут припускає, що згадка про «Блакитні очі на тарілці» могла бути жартівливою, оскільки вона почала писати та думати про «Люсі Ґейгарт» лише 1933 року. Цьому суперечить Едіт Льюїс, довічна партнерка та редакторка Катер, яка наполягає на тому, що вона не лише почала працювати над романом «Блакитні очі на тарілці» «за кілька років до» 1933 року, але й що він був попередником «Люсі Ґейгарт». Незалежно від того, які з цих деталей є правдивими, відомо, що Катер повторно використала зображення зі свого оповідання 1911 року «Радість Неллі Дін» у творі «Люсі Ґейгарт». «Радість Неллі Дін» найкраще розуміти як ранню версію «Люсі Ґейгарт» загалом.

## Сюжет

### Книга I
Під час різдвяних канікул, коли Люсі Ґейгарт навчалася грі на фортепіано в Чикаго, вона катається на ковзанах у своєму рідному місті Гаверфорд, штат Небраска. До неї приєднується Гаррі Гордон, найзавидніший холостяк у місті. Пізніше вона повертається потягом до Чикаго — він з нею до зупинки в Омасі. У стані пролепсису вона згадує, як була на виступі Клемента Себастьяна, а пізніше на прослуховуванні до нього — у неї заплановано одне на її повернення. Потім, повернувшись до Чикаго, вона йде на концерт того ж артиста. Наступного дня вона йде до нього на репетицію співу та зустрічає його камердинера Джузеппе. Вона замінить акомпаніатора Себастьяна, Джеймса Мокфорда, поки останній одужує. Під час цих тренувань Клемент Себастьян здається відстороненим. Одного разу йому телефонують і просять грошей, мабуть, від його дружини. Іншого разу він відвідує похорон мадам Рене де Віньон; пізніше він знову заходить до тієї ж католицької церкви. Себастьян вирушає на гастролі до Міннесоти та Вісконсина з Мокфордом. Люсі почувається пригніченою. Однак вона отримує телеграму від Себастьяна, в якій той просить її прийти до його студії наступного дня, і це її підбадьорює. Проте, коли вона повертається до його студії, вона запитує його, чи отримував він коли-небудь задоволення від закоханості. Він каже: «Н-ні, не дуже», потім запитує її: «Чому? А ти?» Вона відповідає: «Так, бачу. І ніхто не зможе це зіпсувати». Це її бентежить — вона хвилюється, що це викриє її кохання до нього, і різко йде. Йому вдається знову зустрітися з нею в Авербаха (студія, де вона навчається і також дає уроки) і заспокоює її страхи. Пізніше і Люсі, і Себастьян впадають у депресію; останній запрошує її на вечерю та розповідає про Ларрі МакҐована, друга зі шкільних років, який нещодавно помер. Наступного дня він каже їй, що кохає її, але вже достатньо дорослий, щоб бути її батьком, тому не буде проявляти свою любов. Він каже, що вона насправді не закохана в нього, а просто дорослішає і «знаходить себе». Пізніше, коли Себастьян поїхав у турне східною частиною США, Гаррі відвідує її, і вони разом ходять в оперу та музеї. Хоча вона здається вдячною і намагається бути люб'язною, його візит викликає у неї стрес. Вона відкидає його пропозицію одружитися, кажучи, що кохає іншого.
Себастьян нарешті ненадовго повертається; Люсі має поїхати до Нью-Йорка, щоб бути його акомпаністкою взимку, після того, як він гастролює Європою. Тим часом їй потрібно репетирувати, і вона візьме квартиру Себастьяна як свою студію. Після його від'їзду вона плаче. Пізніше вона отримує листа від своєї сестри Поліни, в якому повідомляється, що Гаррі одружився з міс Аркрайт. Професор Авербах запитує Люсі, чим вона хоче займатися в майбутньому — акомпанувати іншим співакам чи взяти шлюб з Гаррі (з яким він коротко познайомився). Він натякає, що жінці-акомпаніаторці важко: «Для платформи завжди є чоловік» — отже, жінка-акомпаніаторка буде лише на репетиціях. Це знеохочує Люсі. У вересні професор Авербах читає в газеті, що Себастьян і Мокфорд втопилися в озері Комо, поблизу Каденаббії.

### Книга II
Люсі повертається до Гаверфорду. Ніхто не знає, чому вона повернулася, і про це ходять плітки, що професор Авербах її звільнив. Гаррі дуже балакучий з Люсі, коли зустрічає її. Вона почувається пригніченою, і її єдина розрада — сидіти в саду. Коли її сестра Поліна хоче вирубати сад, щоб заробити більше грошей на вирощуванні цибулі та картоплі, вона влаштовує істерику, Поліна поступається, і сад не вирубують. Пізніше вона відвідує місіс Алек Рамзі, літню жінку і давню подругу, яка доглядає за нею і грає там на піаніно. Вночі їй іноді сняться кошмари. Потім вона йде до банку в черговій спробі поговорити з Гаррі, але він знову рішуче проганяє її геть. Містер Гейхарт купив квитки в оперу. Вистава здається Люсі нудною, але вона дуже вражена грою сопрано. Сопрано, очевидно, бачила кращі дні і кращу оперну трупу, ніж її нинішня мандрівна оперна трупа, але все ж вона дала чудовий виступ. «Мандрівна співачка зачепила в ній щось, що продовжувало вібрувати; щось, що було схоже на формування мети, і вона не могла це зупинити». За день до Різдва їй приходить думка: «А що, якби… що, якби саме Життя було її коханим? Воно, як коханий, чекає на неї в далеких містах — за морем; вабить її, заманює, плете над нею чари». Це її підбадьорює, і наступного дня вона пише професору Авербаху і запитує, чи може вона знову повернутися до нього на роботу в Чикаго. Він відповідає, що вона може приїхати в березні, коли поїде її заміна, нинішній викладач. Тим часом Поліна чує, що Люсі, можливо, мала любовний зв'язок зі співаком, який помер. Наприкінці січня Поліна оголошує, що у неї є два учні Люсі, які хочуть навчатися грі на фортепіано. Люсі відмовляється їх навчати. У подальшій суперечці Поліна вказує на те, що їхній батько пішов на фінансові жертви і заліз у борги, щоб профінансувати музичну освіту Люсі в Чикаго. Вона також зазначає, що чула розмови про Люсі і Себастьяна, і що пліткують про те, що Гаррі кинув Люсі, коли дізнався про їхній зв'язок. Після цього Люсі виходить з дому, взявши з собою ковзани. Їй важко йти через нещодавній снігопад, і вона вирішує підвезти першого-ліпшого проїжджого, щоб повернутися назад. Однак, назустріч їй потрапляє Гаррі. Коли вона просить підвезти її, він вдає, що надто зайнятий, аби відвезти її додому, і проїжджає повз неї. Вона доїжджає до місця, яке вона з друзями завжди використовувала для катання на ковзанах. Однак річка змінила своє русло з тих пір, як вона востаннє каталася на ковзанах, і мілководдя, яке замерзло, більше не існує. Люсі так сердиться на Гаррі за те, що він проїхав повз неї, що не помічає жодних змін у річці. Коли вона їде на ковзанах до центру, лід тріскається, і вона провалюється. Один з її ковзанів зачепився за затоплену гілку дерева, що впала під час весняної повені минулого року. Її тіло знаходять батько та інші місцеві жителі.

### Книга III
Ця книга написана з точки зору Гаррі Гордона і містить його роздуми. Двадцять п'ять років потому, у 1927 році, містера Ґейгарта привозять з Чикаго, де він помер у лікарні. Поліна померла п'ятьма роками раніше, тож він був єдиним членом сім'ї, що залишився в живих. На похорон приходить багато людей. Після смерті Поліни Гаррі потоваришував з містером Ґейгартом, і вони часто грали разом у шахи. У роздумах Гаррі з'являється думка, що він шкодує про свій поспішний шлюб і що він був помстою за відмову Люсі. Коли вона повернулася до Гаверфорда, він зрозумів, що все ще кохає її, але все ще хотів покарати її за відмову, тому уникав її і намагався дистанціюватися від неї, хоча знав, що вона хоче контакту. «Він знав, що якби він залишився з нею наодинці на мить, і вона простягнула б до нього руки з таким поглядом [благанням], він не зміг би більше карати її — а вона заслуговувала на покарання». Він звинувачував себе у її смерті. В останні роки життя Гаррі дав містеру Ґейгарту іпотечний кредит під заставу ферми Ґейгарта як поручителя. Містер Ґейгарт не зміг виплатити іпотеку, тож ферма перейшла у власність Гаррі. Він розмірковує про сліди, залишені Люсі у 13 років на бетонному тротуарі, коли його щойно поклали. Він каже своєму банківському службовцю Мілтону Чейзу, що може забрати ферму, якщо Чейз подбає про те, щоб зі слідами нічого не сталося. Він каже, що Чейз успадкує ферму після його смерті.